# Hexacloretano
Hexacloroetano, HC, ou HCE é um componente químico sólido, que ao contato com o ar se evapora. É usado na produção de alumínio, para remoção de bolhas e por forças policiais, como gás de efeito moral, no controle de distúrbios civis, já que um eficaz produtor de fumaça. Também pode ser usado em inseticidas, fungicidas e lubrificantes.